# 한번도 안해본 여자
《한번도 안해본 여자》는 2014년에 개봉한 대한민국의 영화이다.

## 캐스팅
- 황우슬혜 : 권말희 역
- 김사희 : 홍세영 역
- 김진우 : 우상우 역
- 김종석 : 한남철 역
- 민성욱 : 김도연 역
- 오민석 : 강기태 역
- 장원종 : 최관장 역
- 공호석 : 권필교 역
- 전재형 : 장기준 역
- 설지윤 : 원장 역
- 안여진 : 고모 역
- 김정미 : 세영의 룸메이트 역
- 박지환 : 취객 역
- 강봉성 : 세미나 발표자 역
- 권혁종 : 말희 옛 남친 역
- 이태훈 : 교수 2 역
- 김진숙 : 아나운서 역 (특별출연)